# Johan Conrad Huusher
Johan Conrad Huusher, född 1797, död 1869, var en dansk-norsk skådespelare och teaterdirektör. 
Han var gift med skådespelaren Amalie Huusher och svåger till skådespelarna Wilhelmine Franck och Doris Bigum. Han kom till Norge 1827 som engagerad vid sin svåger Peder Lauritzen Bigums teatersällskap. Vid Bigums död 1828 övertog han ledningen för sällskapet, som spelade en viktig roll i samtida norsk yrkesteater, som vid denna tid nästan helt dominerades av kringresande danska teatersällskap. Det var verksamt i Bergen hos Julius Olsen 1828–1829. Han hyrde  teatern i Trondheim, som tidigare endast använts av det lokala amatörteatersällskapet, och grundade därmed i praktiken stadens första fasta teater 1829–1831. Den övertogs sedan av en av hans skådespelare, Carl Wilhelm Orlamundt, och Huusher var sedan verksam i Drammen.